# Luigi Gaetano Marini
Luigi Gaetano Marini (ur. 18 grudnia 1742 w Santarcangelo di Romagna, zm. 7 maja 1815 w Paryżu) – włoski historyk, prawnik i archeolog.

## Biografia
Luigi Gaetano Marini urodził się w Santarcangelo di Romagna w Państwie Kościelnym 18 grudnia 1742 roku. Pobierał nauki w San Marino i Rimini. Następnie studiował prawo i filologię na Uniwersytecie Bolońskim oraz w Rawennie. W Rzymie osiadł w 1764 roku. Przyjaźnił się z kardynałami Alessandro Albanim i Giuseppe Garampim. Od 1772 roku zatrudniony przez Archiwa Watykańskie jako współpracownik prefekta Marina Zampiniego. W jubileuszowym 1800 roku papież Pius VII mianował Mariniego pierwszym kustoszem Biblioteki Watykańskiej i prefektem archiwów, od 1805 z tytułem szambelana papieskiego.
Gdy wojska napoleońskie zajęły Rzym i wywiezione zostały do Paryża zasoby archiwów Państwa Kościelnego, Marini pojechał w ślad za nimi. Do Paryża przybył 11 kwietnia 1810 roku. Po upadku Napoleona wicekról Karol Filip dekretem z 19 kwietnia 1814 roku nakazał zwrot archiwaliów i innych zbiorów Państwu Kościelnemu. Zanim archiwalia powróciły na Watykan, Marini zmarł w Paryżu 7 maja 1815 roku.

## Praca naukowa
Marini dobrze znał łacinę, grekę i hebrajski. Obeznany był też z wiedza prawniczą. Z pasji zajmował się kwestiami dotyczącymi filozofii przyrody, archeologii i historii. Badał papirusy. Był autorem licznych publikacji z dziedziny epigrafiki. Wielkim dziełem było sklasyfikowanie pięciu tysięcy inskrypcji stanowiących kolekcję najpierw Biblioteki Watykańskiej, a obecnie Museo Chiaramonti, sekcji Muzeów Watykańskich. W swoich czasach był jednym z największych badaczy epigrafiki klasycznej, przede wszystkim łacińskiej. W swoim opracowaniu I papiri diplomatici z 1805 roku opublikował i opatrzył adnotacjami 146 dokumentów papirusowych z wieków V–XI. Był to wielki wkład w rozwój badań nad paleografią starożytną i dyplomacją epoki rzymskiej. Nieopublikowane dzieła znajdują się w zbiorach Biblioteki Watykańskiej.
Niektóre opracowania naukowe autorstwa Luigiego Gaetana Mariniego:
- 1784 – Degli archiatri pontifici
- 1785 – Iscrizioni antiche delle ville e de’ palazzi Albani
- 1795 – Gli atti e monumenti de’ Fratelli Arvali
- 1805 – I papiri diplomatici
- 1884 – Iscrizioni antiche doliari (wydano po śmierci)
- Inscriptiones Christianae (niewydane, badania kontynuował G. B. De Rossi)